# Hoffmannola
Hoffmannola is een geslacht van weekdieren uit de klasse van de Gastropoda (slakken).

## Soorten
- Hoffmannola hansi Ev. Marcus & Er. Marcus, 1967
- Hoffmannola lesliei (Stearns, 1892)